# Nicky Adams
Nicholas "Nicky" Adams, född 16 oktober 1986 i Bolton, England, är en engelsk-walesisk fotbollsspelare som för närvarande spelar för Radcliffe FC i Northern Premier League. Adams är en offensiv mittfältare, kapabel att även spela som yttermittfältare och som släppande forward. Ibland även som centralmittfältare. 
Adams karriär började i Burys akademi. Adams skrev på för a-laget år 2005. Adams gjorde direkt succé då han gjorde mål i debuten mot Darlington och han fortsatte att imponera. Sommaren 2008 kontaktades han av Leicester City om en eventuell transaktion. I juli köpte Leicester Adams för £100 000 och han skrev på ett treårskontrakt. Adams hamnade dock på bänken men han gjorde flera framträdanden ändå. 2009 lånades han ut till Rochdale. Adams var följande säsong även då bänkad. I januari 2010 lånades han ut till Leyton Orient i League One.
I augusti 2010 skrev han på för League Two laget Brentford.
14 oktober samma år blev Adams utlånad till Rochdale för att 1 januari 2011 göra övergången permanent. Adams skrev då på ett 2,5 år långt kontrakt.
Den 8 juni 2012 gick han till Crawley Town genom fri transfer, där han spelade tills han 31 januari 2014 genom kontrakt gick till Rotherham United. Den 14 maj 2014 återvände han till Bury, där han spelade tills han skrev på ett nytt kontrakt med Northampton Town, dit han gick över 22 maj 2015. Den 24 maj 2016 gick han till Carlisle United på ett tvåårskontrakt.
Den 15 maj 2018 återvände han än en gång till Bury på ett ettårskontrakt, som förlängdes i mars 2019. Den 5 juni samma år gick han genom fri transfer åter över till Northampton Town på ett tvåårskontrakt.
Adams spelade från den 22 januari 2021 till juni 2022 för Oldham Athletic i Football League Two. I juli 2022 gick han över till Radcliffe FC i Northern Premier League.

## Landskamper
Nicky Adams är en i mängden fotbollsspelare som har möjligheten att spela för två landslag. På Leicester officiella hemsida står det att Adams är engelsk men på den engelska Wikipedia sidan står det att Adams är walesisk. Adams har spelat 5 landskamper för Wales U-21 landslag. 

## Meriter
Leicester City
- League One mästare: 2009